# Jérôme Moïso
Jérôme Moïso, né le 15 juin 1978 à Paris en France, est un joueur international français de basket-ball évoluant au poste d'ailier fort.
Il effectue un cursus universitaire aux États-Unis puis évolue en NBA avant de revenir en Europe en 2006.

## Carrière
Pendant sa jeunesse, Jérôme Moïso fait plusieurs aller-retour entre la métropole (Paris puis Montpellier) et la Guadeloupe. C'est en Guadeloupe, en regardant les matchs de la National Basketball Association (NBA) que lui vient la passion du basket-ball.
Membre du Centre fédéral, Jérôme Moïso fait partie de l'équipe de France espoir entre 1995 et 1997. Il s'entraîne dans le gymnase Marie-Thérèse-Eyquem, l'un des complexes de l'INSEP à Vincennes, sous la direction de Lucien Legrand, entraîneur national du basket-ball, qui ne tarit pas d'éloges sur son élève. En 1995, à la suite des championnats du monde juniors, il est désigné meilleur pivot européen de sa génération. En 1997, il est le premier Français invité au Nike Hoop Summit où il se distingue avec 13 points. À dix-huit ans, il devient le « partenaire » d'entraînement de l'équipe de France senior. Avec en vue, évidemment, une future intégration dans le groupe. Les scouts jugent alors qu'il a l'un des meilleurs potentiel du basket-ball français. À sa sortie de l'INSEP, Moïso part aux États-Unis où il intègre l'Academy Milford durant un an (notamment pour perfectionner son anglais). Il joue ensuite aux Bruins d'UCLA, l'équipe universitaire de l'université de Californie à Los Angeles où, au côté de Baron Davis, il se fait remarquer.
À sa sortie de l'UCLA, il est sélectionné en 11e position par les Celtics de Boston lors de la draft 2000 de la NBA. Pour sa saison rookie, il ne joue que très peu (24 matchs - 5 minutes/matchs).
Durant l'été il est échangé d'abord avec les Sixers de Philadelphie contre Roshown McLeod et un premier tour de draft, avant de finalement atterrir aux Hornets de Charlotte. Le temps de jeu n'augmente guère, et pour sa deuxième saison il ne joue que 15 matchs, notamment à cause de conflit avec son entraîneur Paul Silas.
Restant une seconde saison avec les Hornets (qui entre-temps ont déménagé à La Nouvelle-Orléans), il réalise sa meilleure saison : 4,0 points et 3,5 rebonds en 13 minutes de moyennes sur 51 matchs joués. Il participe d'ailleurs cette saison-là au premier tour des playoffs NBA 2003 et fait grosse impression (6,0 points, 4,0 rebonds, 2,0 contres en 15 minutes de jeu).
Moïso participe à l'Eurobasket 2003 en Suède. L'Équipe de France, qui est très attendue, finit à une décevante 4e place. Malgré des prestations plus qu'honorables, Moïso est sous le feu de la critique,. Il n'est depuis plus apparu en équipe de France.
Durant l'été 2003, il signe en tant qu'agent libre aux Raptors de Toronto, mais lors de sa deuxième saison à Toronto, son contrat est racheté.
Sans club, il signe alors durant la saison 2004-2005, deux contrats de 10 jours avec les Nets du New Jersey, puis avec les Cavaliers de Cleveland. Mais ces deux équipes, peu convaincues ne lui proposent finalement pas de contrat de longue durée.
Tout au long de sa carrière, les différents entraîneurs de la NBA lui reprochent son manque d'agressivité et de travail. Jérôme Moïso explique son échec en NBA du fait du business de la NBA.
Jérôme Moïso est décrit par Jamal Mashburn un « joueur à 100 millions de dollars ». Moiso a souvent été considéré comme un joueur extrêmement doué qui n'a jamais réussi à démontrer ses qualités.
En août 2006, le Pallacanestro Virtus Roma lui permet de tenter de relancer sa carrière en Europe. Après quelques mois à Rome, il signe fin décembre 2006 au Fortitudo Bologne.
Le 10 mai 2007, il résilie son contrat avec Fortitudo Bologne pour s'engager jusqu'à la fin de saison avec le Real Madrid ce qui lui permet de disputer les play-offs de la Liga ACB et finalement de remporter le titre de champion d'Espagne. En août 2007, il signe au Joventut de Badalona club de la banlieue barcelonaise.
En février 2008, il gagne la Coupe du Roi avec la Joventut devant le Tau Vitoria qui évoluait à domicile. En avril, il remporte la Coupe ULEB. Après une saison 2007-2008 où il s'est révélé comme l'un des meilleurs intérieurs jouant en Europe, il signe dans le club russe du Khimki BC qui compte également d'anciens joueurs NBA (Jorge Garbajosa, Carlos Delfino, Maciej Lampe…) et qui joue cette saison la Coupe ULEB. En décembre 2008, quelques mois après sa signature au Khimki BC, il met fin à son expérience russe et signe dans son ancien club, le Joventut de Badalona.
En 2009, il signe avec un autre club espagnol, CBD Bilbao, mais il quitte le club basque après seulement une saison. Ses statistiques sur la saison sont de 6,6 points et 4,1 rebonds en 17 minutes. Il rejoint ensuite la Chine et les Jiangsu Dragons qui l'associe notamment avec Ricky Davis. Moïso tourne à 15,3 points à 56,7 %, 11,6 rebonds, 1,8 contre et 2,3 perte de balles (ou turnovers) en 32 minutes lors de sa dernière saison à Jiangsu, le club étant demi-finaliste des play-offs du championnat chinois. 
Fin 2011, il signe dans le club ukrainien du BC Dnipro Dnipropetrovsk de la ville de Dnipropetrovsk. Il quitte le club en mars 2012 après 10 rencontres où il réalise des statistiques de 7,7 points et 6,6 rebonds. En février 2013, il effectue un essai avec Piratas de Quebradillas, un club de Porto Rico.
Il annonce sa retraite de joueur professionnel en janvier 2014.

## Clubs successifs
- 1994-1997 :  INSEP
- 1997-1998 :  Milford Academy
- 1998-2000 :  Bruins d'UCLA
- 2000-2001 :  Celtics de Boston
- 2001-2002 :  Hornets de Charlotte
- 2002-2003 :  Hornets de La Nouvelle-Orléans
- 2003-2004 :  Raptors de Toronto
- 2004-2005 :  Nets du New Jersey
- 2005 :  Cavaliers de Cleveland
- 2006 :  Virtus Roma
- 2006-2007 :  Fortitudo Bologne
- 2007 :  Real Madrid
- 2007-2008 :  Joventut Badalona
- 2008 :  BC Khimki Moscou
- 2008-2009 :  Joventut Badalona
- 2009-2010 :  CBD Bilbao
- 2010-2012 :  Jiangsu Dragons
- 2012 :  BK Dnipro Dnipropetrovsk
- 2013 :  Piratas de Quebradillas

## Palmarès
- Champion d'Espagne 2007
- Vainqueur de la Coupe du Roi 2008
- Vainqueur de la Coupe ULEB 2008

## Records sur une rencontre en NBA
Les records personnels de Jérôme Moïso en NBA sont les suivants, :
| Type de statistique        | Saison régulière | Saison régulière      | Saison régulière | Playoffs | Playoffs                | Playoffs      |
| Type de statistique        | Record           | Adversaire            | Date             | Record   | Adversaire              | Date          |
| -------------------------- | ---------------- | --------------------- | ---------------- | -------- | ----------------------- | ------------- |
| Points                     | 13               | Kings de Sacramento   | 5 février 2003   | 10       | 76ers de Philadelphie   | 26 avril 2003 |
| Paniers marqués            | 6                | @ Raptors de Toronto  | 28 mars 2003     | 5        | 76ers de Philadelphie   | 26 avril 2003 |
| Paniers tentés             | 10               | @ Raptors de Toronto  | 28 mars 2003     | 8        | 76ers de Philadelphie   | 26 avril 2003 |
| Paniers à 3 points réussis | -                | -                     | -                | -        | -                       | -             |
| Paniers à 3 points tentés  | 1                | 3 fois                | 3 fois           | -        | -                       | -             |
| Lancers francs réussis     | 5                | @ Nets du New Jersey  | 24 février 2004  | 2        | @ 76ers de Philadelphie | 30 avril 2003 |
| Lancers francs tentés      | 7                | @ Nets du New Jersey  | 24 février 2004  | 2        | 2 fois                  | 2 fois        |
| Rebonds offensifs          | 7                | @ Raptors de Toronto  | 28 mars 2003     | 4        | 76ers de Philadelphie   | 26 avril 2003 |
| Rebonds défensifs          | 10               | Magic d'Orlando       | 4 février 2004   | 3        | 2 fois                  | 2 fois        |
| Rebonds totaux             | 12               | Magic d'Orlando       | 4 février 2004   | 7        | 76ers de Philadelphie   | 26 avril 2003 |
| Passes décisives           | 3                | 2 fois                | 2 fois           | 2        | @ 76ers de Philadelphie | 30 avril 2003 |
| Interceptions              | 3                | Wizards de Washington | 25 février 2004  | -        | -                       | -             |
| Contres                    | 3                | Raptors de Toronto    | 29 janvier 2003  | 4        | 76ers de Philadelphie   | 2 mai 2003    |
| Balles perdues             | 4                | 2 fois                | 2 fois           | 2        | 76ers de Philadelphie   | 28 avril 2003 |
| Minutes jouées             | 37               | @ Heat de Miami       | 29 novembre 2003 | 18       | 76ers de Philadelphie   | 2 mai 2003    |

- Double-double : 4
- Triple-double : 0